# Columna rostral

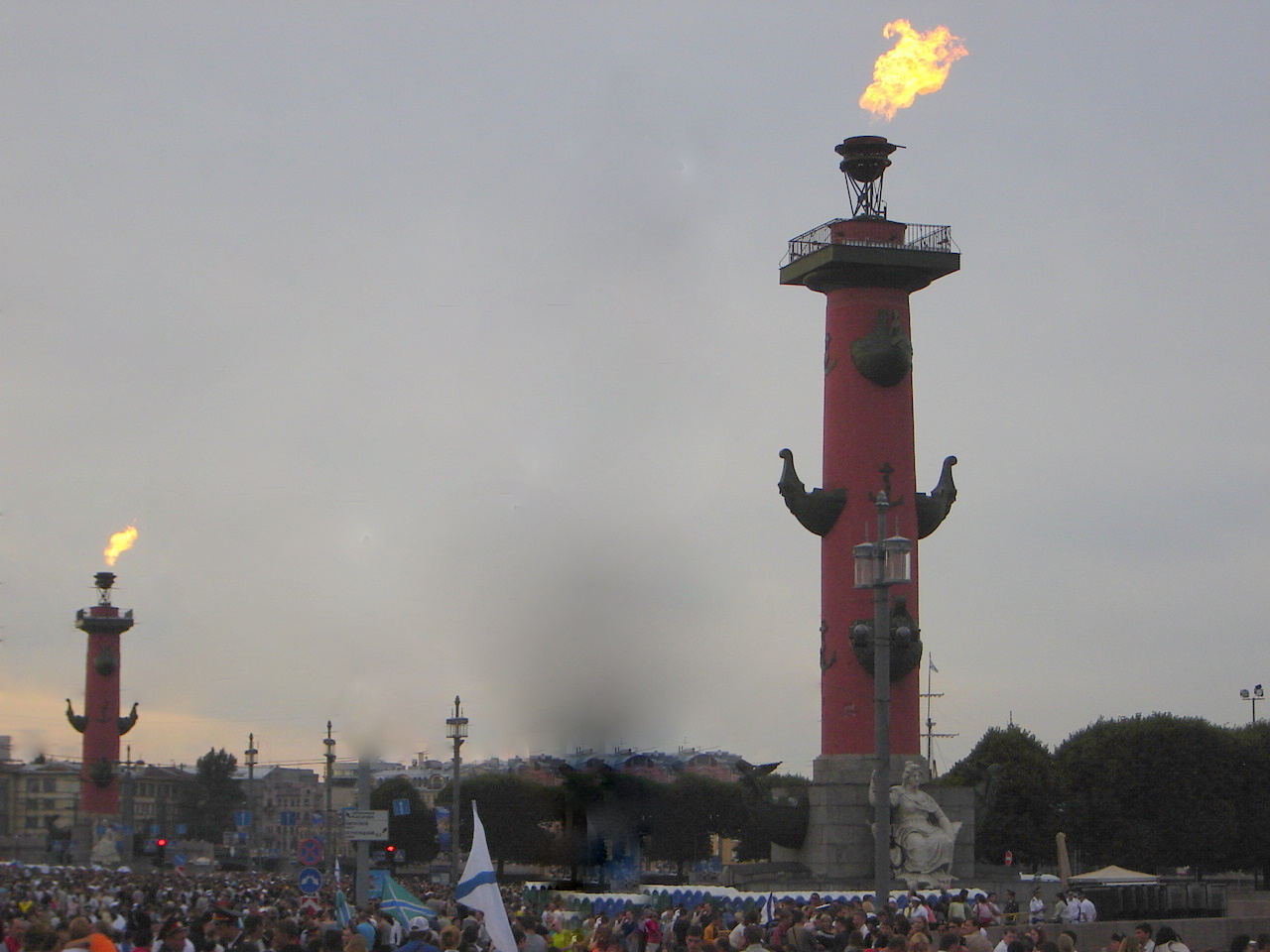
Columnas rostrales en San Petersburgo.

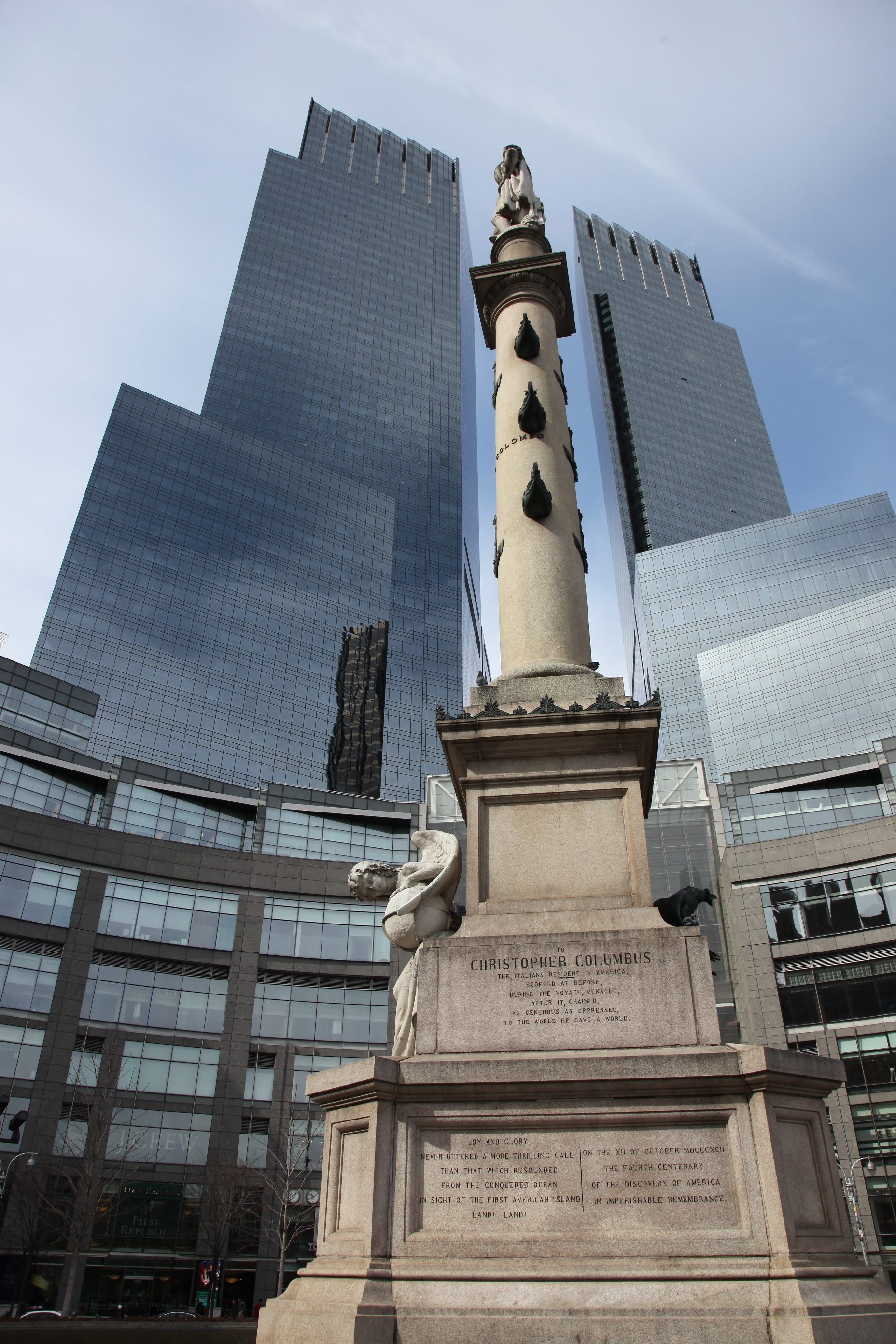
Columna rostral del Columbus Circle, delante del Time Warner Center.

Una columna rostral es una columna monumental escalada, provenientes de la Antigua Grecia y Roma, donde eran erigidas para conmemorar una victoria militar naval. Tradicionalmente, en las columnas se montaba un rostrum, proas o espolones de barcos capturados.
Entre algunas columnas rostrales del mundo moderno se encuentran las Columbus Circle de Manhattan, Nueva York, así como las dos columnas características de San Petersburgo, ubicadas junto al Río Nevá.